# Zawidowice (województwo wielkopolskie)
Zawidowice – wieś w Polsce położona w województwie wielkopolskim, w powiecie pleszewskim, w gminie Pleszew.
W latach 1975–1998 miejscowość należała administracyjnie do województwa kaliskiego.